# Parque nacional Montes Chesterton
El Parque Nacional Montes Chesterton es un parque nacional en Queensland (Australia), ubicado a 585 km al oeste de Brisbane.

## Datos
- Área: 312,00 km²;
- Coordenadas: 26°09′15″S 147°19′27″E / -26.15417, 147.32417
- Fecha de Creación: 1992
- Administración: Servicio para la Vida Salvaje de Queensland
- Categoría IUCN: II

Véase también:
- Zonas protegidas de Queensland

- Datos: Q1070790